# دارکوب‌سانان
راسته دارکوب‌سانان (Piciformes) یکی از راسته‌های پرندگان لانه‌ساز ساکن در درختانند.
این راسته شامل ۸ تیره، ۶۶ سرده و ۴۱۰ گونه است.
برخی منابع این راسته را دارای ۶ تیره، ۶۴ سرده و ۳۸۰ گونه می‌دانند.

## تیره‌ها
- جاکاماران (Galbulidae)
- پفی‌مرغان (Bucconidae)
- توکانان (Ramphastidae)
- ریش‌مرغان آمریکایی (Capitonidae)
- ریش‌مرغان آسیایی (Megalamidael)
- ریش‌مرغان آفریقایی (Lybiidae)
- عسل‌یابان (Indicatoridae)
- دارکوبان (Picidae) [۱]
  - زیرتیرۀ دارکوبیان قهوه‌ای (Jynginae)
  - زیرتیرۀ داراشکنکیان (Picumninae)
  - زیرتیره دارکوبیان راستین (Picinae)